# Žaltář svatého Ludvíka
Žaltář svatého Ludvíka (francouzsky Psautier de Saint Louis) je iluminovaný rukopis z pařížské iluminátorské dílny, který zřejmě patřil do soukromého majetku krále Ludvíka IX. Obsahuje 260 pergamenových listů a je bohatě iluminován celkem 78 celostránkovými miniaturami a 8 figurálními iniciálami, které doprovází starozákonní texty. Iluminace jsou bohatě zlaceny a použité barvy jsou dávány do souvislosti s Ludvíkovou stavbou Sainte-Chapelle.
Předpokládá se, že vznikl v letech 1260 až 1270 a že jej král Ludvík skutečně využíval při svých soukromých modlitbách a náboženských meditacích. Druhou variantou je názor odborníků z posledních let, že rukopis vznikl až v souvislosti se sňatkem Ludvíkova syna Filipa s Marií Brabantskou, tedy okolo roku 1274. Je uložený v depozitáři Francouzské národní knihovny v Paříži pod signaturou Ms. lat. 10525.

## Galerie

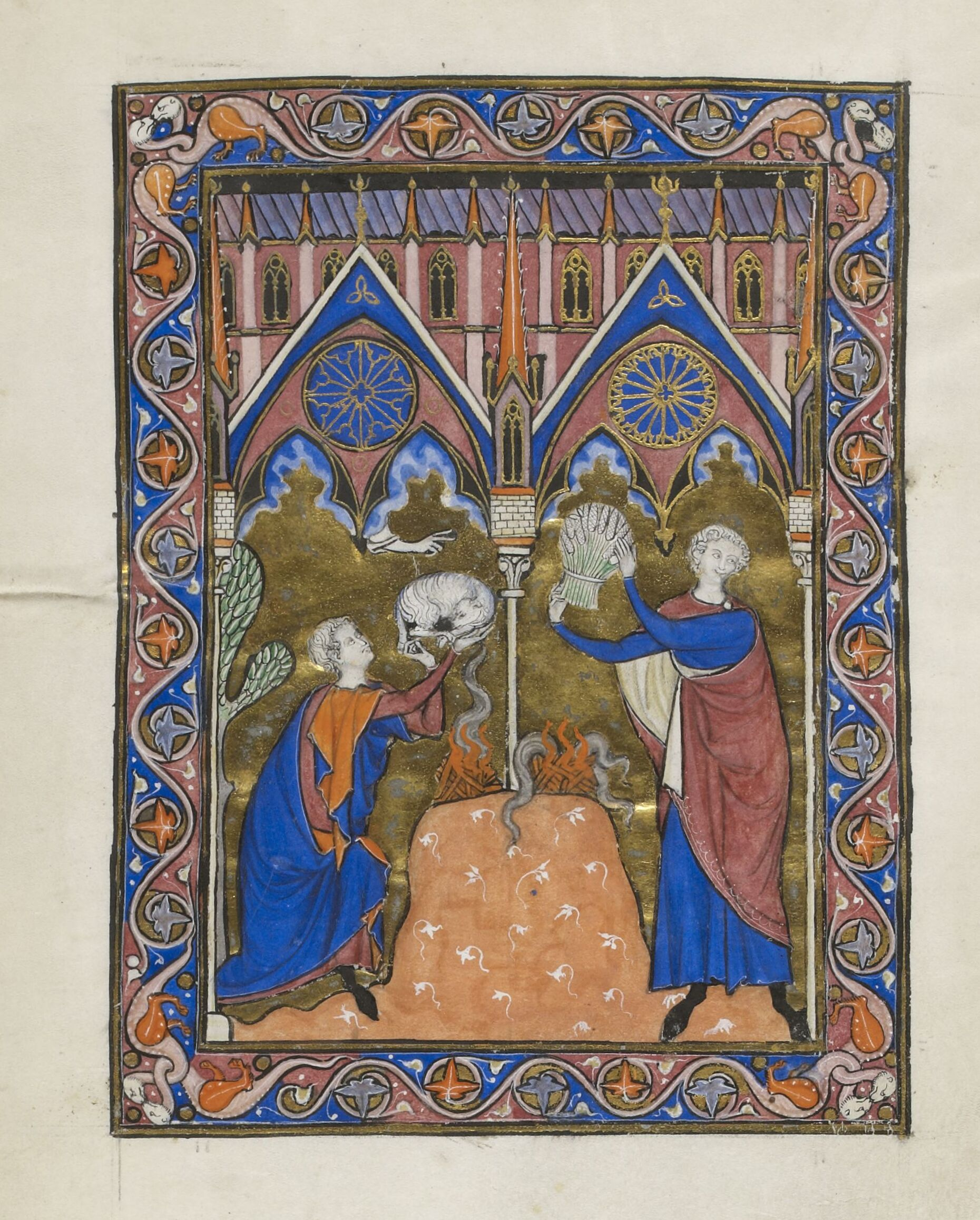
folio 1v
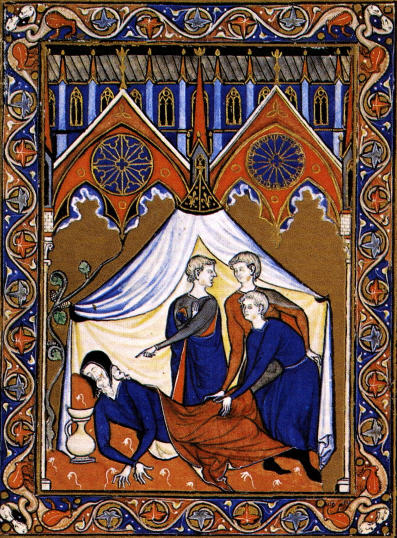
fol. 4r
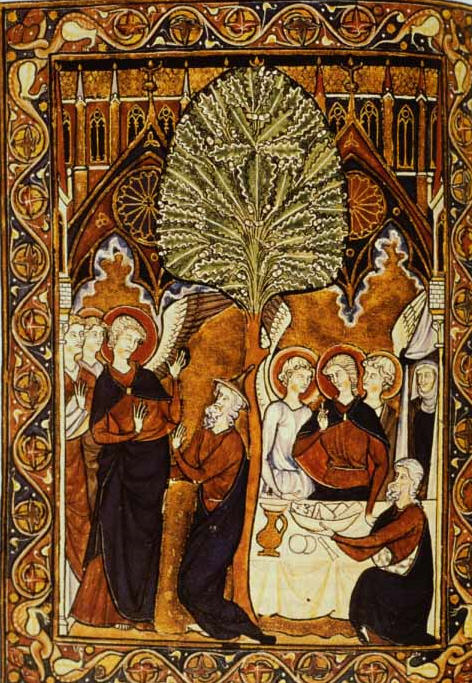
folio 7v
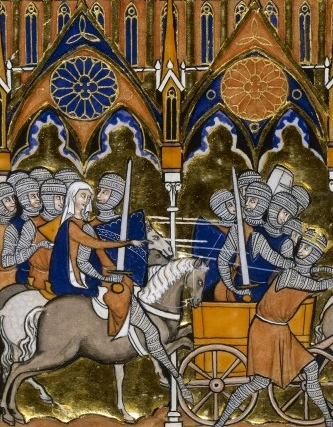
fol. 47v